# گی هندریکس
گی هندریکس (به انگلیسی: Gay Hendricks) (متولد ۱۹۴۵ در لیزبورگ، فلوریدا) روان‌شناس، نویسنده و معلم در زمینه رشد شخصی، روابط و هوش بدن است.وی بیشتر به خاطر کارش در زمینه تقویت روابط و ایجاد تمرینات تنفسی آگاهانه شناخته شده‌است پس از دریافت دکترای خود در روان‌شناسی از دانشگاه استنفورد در سال ۱۹۷۴، هندریکس تدریس در دانشگاه کلرادو را آغاز کرد. وی ۲۱ سال را در دانشگاه کلرادو گذراند و هنگام تأسیس مؤسسه هندریکس به عنوان استاد کامل در گروه روان‌شناسی مشاوره مشغول به کار شد. وی با همسرش، دکتر کاتلین هندریکس، که بیش از ۴۰ سال با هم زندگی می‌کنند، کارگاه‌های آموزشی برگزار می‌کند. آنها بیش از ۳۵ کتاب تألیف کرده‌اند و در شوهای رادیویی و تلویزیونی متعددی از جمله مصاحبه با مجری رادیو ژان چاتزکی ظاهر شده‌اند.
هندریکس با همسرش و تهیه‌کننده استفن سایمون، دایره سینمای معنوی را تأسیس کرد و تهیه‌کننده اجرایی فیلم Zen Noir (2004) بود. او به عنوان تهیه‌کننده و نویسنده در فیلم لوئیز هی ، شما می‌توانید زندگی خود را التیام دهید ظاهر شد. در سال ۲۰۱۱، با نویسنده تینکر لیندزی برای شروع مجموعه رمز و راز تنزینگ نوربو همکاری کرد که با عناوینی مانند اولین قانون ده و دومین قانون ده، که چالش‌های احساسی و معنوی زندگی یک کارآگاه خصوصی خیالی سابق را نشان می‌دهد همکاری کرد. یک فیلم کوتاه از زندگی او برای تلویزیون لهستان ساخته شد، جایی که وی توسط جون کابن بازیگر کانادایی به تصویر کشیده شد.

## کتابشناسی جزئی
- کریسمس پر از معجزه.
- کتاب مرکز، با راسل ویلز. Prentice Hall، ۱۹۷۵شابک ‎۹۷۸-۰-۱۳-۱۲۲۱۸۴-۰
- یادگیری دوست داشتن خود: راهنمایی برای مرکزیت. کتابهای آتریا، ۱۹۸۲.شابک ‎۹۷۸-۰-۶۷۱-۷۶۳۹۳-۰شابک 978-0-671-76393-0
- درخشندگی! نفس کشیدن، حرکت و روان درمانی با محوریت بدن، با کاتلین هندریکس. Wingbow Press، ۱۹۹۱شابک ‎۹۷۸-۰-۹۱۴۷۲۸-۷۲-۶شابک 978-0-914728-72-6
- مرکزیت و هنر صمیمیت، با کاتلین هندریکس. سیمون و شوستر، ۱۹۹۲شابک ‎۹۷۸-۰-۶۷۱-۷۶۲۱۳-۱شابک 978-0-671-76213-1
- عاشقانه آگاهانه: سفر به تعهد مشترک، با کاتلین هندریکس. کتابهای بانتام، ۱۹۹۲.شابک ‎۹۷۸-۰-۵۵۳-۳۵۴۱۱-۹شابک 978-0-553-35411-9
- با سرعت زندگی، با کاتلین هندریکس. کتابهای بانتام، ۱۹۹۴.شابک ‎۹۷۸-۰-۵۵۳-۳۷۳۸۱-۳شابک 978-0-553-37381-3
- تنفس آگاهانه: نفس کشیدن برای سلامتی، از بین بردن استرس و تسلط شخصی. کتابهای بانتام، ۱۹۹۵.شابک ‎۹۷۸-۰-۵۵۳-۳۷۴۴۳-۸شابک 978-0-553-37443-8[۶][۷]
- The Corporate Mystic: یک کتاب راهنما برای بینندگان با پاهای خود روی زمین، با کیت لودمن. کتابهای بانتام، ۱۹۹۷.شابک ‎۹۷۸-۰-۵۵۳-۳۷۴۹۴-۰شابک 978-0-553-37494-0
- قلب آگاه: هفت انتخاب روح که سرنوشت رابطه شما را ایجاد می‌کند، با کاتلین هندریکس. کتابهای بانتام، ۱۹۹۹.شابک ‎۹۷۸-۰-۵۵۳-۳۷۴۹۱-۹شابک 978-0-553-37491-9
- زندگی آگاهانه: چگونه می‌توان زندگی خود را با طراحی شخصی خلق کرد. HarperCollins، ۲۰۰۱.شابک ‎۹۷۸-۰-۰۶-۲۵۱۴۸۷-۵شابک 978-0-06-251487-5
- دستیابی به نشاط. مطبوعات سه رودخانه، ۲۰۰۱.شابک ‎۹۷۸-۰-۶۰۹-۸۰۹۳۹-۶شابک 978-0-609-80939-6
- نفس کشیدن: پیدا کردن سعادت جنسی با استفاده از قدرت باورنکردنی نفس، با کاتلین هندریکس. مطبوعات سه رودخانه، ۲۰۰۳.شابک ‎۹۷۸-۰-۶۰۹-۸۰۹۳۸-۹شابک 978-0-609-80938-9
- گلف هوشیار. کتاب‌های Rodale، ۲۰۰۳.شابک ‎۹۷۸-۱-۵۷۹۵۴-۶۹۳-۹شابک 978-1-57954-693-9
- عشق ماندگار: ۵ راز رشد یک رابطه حیاتی و آگاهانه، با کاتلین هندریکس. کتاب‌های Rodale، ۲۰۰۴.شابک ‎۹۷۸-۱-۵۷۹۵۴-۸۳۲-۲شابک 978-1-57954-832-2
- روابط روح محور، با کاتلین هندریکس. Hay House، ۲۰۰۵.شابک ‎۹۷۸-۱-۴۰۱۹-۰۸۸۷-۴شابک 978-1-4019-0887-4
- پنج آرزو: چگونه پاسخ دادن به یک سؤال ساده می‌تواند رویاهای شما را به واقعیت تبدیل کند. کتابخانه جهان جدید، ۲۰۰۷.شابک ‎۹۷۸-۱-۵۷۷۳۱-۵۹۸-۸شابک 978-1-57731-598-8
- جذب عشق واقعی، با کاتلین هندریکس. Sounds True، ۲۰۰۹.شابک ‎۹۷۸-۱-۵۹۱۷۹-۷۰۵-۰شابک 978-1-59179-705-0
- جهش بزرگ: ترس پنهان خود را تسخیر کنید و زندگی را به مرحله بعدی برسانید. HarperOne، ۲۰۰۹.شابک ‎۹۷۸-۰-۰۶-۱۷۳۵۳۴-۹شابک 978-0-06-173534-9
- قانون اول ده: یک رمز و راز تنزینگ نوربو، با تینکر لیندزی. Hay House، ۲۰۱۱.شابک ‎۹۷۸-۱-۴۰۱۹-۳۷۷۶-۸شابک 978-1-4019-3776-8
- شانس آگاهانه: هشت راز برای تغییر عمدی ثروت شما . سنت مارتین، ۲۰۲۰شابک ‎۹۷۸۱۲۵۰۶۲۲۹۴۵شابک 9781250622945